# 島津冴子
島津 冴子（しまづ さえこ、1959年9月8日 - ）は、日本の女優、声優、ナレーター。東京都町田市生まれ、神奈川県伊勢原市出身。フリー。既婚。

## 経歴

### 生い立ち
東京都町田市の病院で誕生。神奈川県伊勢原市出身。両親には、最初の子供だったことからとても大事に育てられたという。その一方で身体が弱く、幼稚園には半分ほどしか通えなかったといい、高等学校までは自宅から通える近隣の学校へ通学していた。

### デビュー前
小学校の低学年のころ、学芸会などで演技をするのが好きだった。小学3年生の時、学芸会で、5行ぐらいのセリフがあり、凄く引っ込み思案だったため、教師が「あ、君にはこんなに長い台詞はだめだよね」とセリフを半分以下に削られ、最後は1行になってしまったという。教師が心配するくらいの引っ込み思案で、人前で話すことはできず、おとなしく、いじめられっ子だったという。芝居を見ることも好きで、朗読も好きであり、学校で「君は上手に読めるから、アナウンサーになったらいいよ」とほめてくれる教師がおり、子供の時は嬉しかったという。そういうことから少し関心が出はじめて、学校でお誕生日会のような小さな会の時のグループで劇をしていた。その出番の時の歩き方が偶然萩本欽一のようになってしまったのが大いにウケて、人にウケるということを経験したことがなかったため驚いてしまったという。それまで、芝居を見るのは好きだったため、親に色々と連れて行ってもらったが、そこからの遍歴が少し変わったという。中学、高校とも部活は演劇部で、学生時代から芸能活動には興味を持っていたという。夢みる子供であり、最初は宝塚歌劇団が好きなった。同時に『宝塚GRAPH』、『宝塚おとめ』など、雑誌、書籍を買い集めていたが、全部お蔵入りしていた。次に坂東玉三郎と尾上松緑が新橋演舞場で『オセロー』に出演していた時、母に連れて行ってくれて、この人物の一番綺麗な姿を見るには、「やっぱり歌舞伎だ」と坂東玉三郎が好きになった。最初に見に行ったのは歌舞伎座の『与話情浮名横櫛』で見て驚き「あー、素敵だな、きれいだな」と思った。学校で歌舞伎教室のようなのがあった時は、連れていってくれても全然言葉が分からないことから寝ていた。それで自分で行った時はちゃんと聞いていた。わからないが、一生懸命聞こうとしており、舞台装置もすごく感銘を受けたという。高校時代には歌舞伎に夢中となり、その後は歌舞伎が面白くてしかたなくなってしまい、歌舞伎に凝り切り新派を見るようになった。同時に坂東玉三郎写真集などの歌舞伎の書籍を買っていたが、凝りだすと、お金かかり1992年か1993年時点では「お小遣いたまらないんだろうな、つぎ込んじゃうんだろうな」とファンの皆の気持ちは分かるという。新派への所属を志望したことで水谷良重にサイン会で入団を志願。それは叶わなかったものの、水谷の助言から新派へ入るために日本舞踊と三味線を学び始める。だが、新橋演舞場が建て替えのため休館となり新人の採用がなくなったことで、高校卒業後は文化学院大学部文学科演劇コースへ進学した。
両親は当初から芸能活動に理解がなく、大学在学中も反対していた。だが、叔母の知人の役者が「ここなら信頼できる事務所」と紹介したことでプロダクション・エムスリーに所属。プロダクション・エムスリーは声優業も請ける事務所だったことから、島津も自然と声優活動を始める。それまではCVに興味があったわけでもなく、そういう仕事があるという事もまるで無知だったわけであった。芝居をしたかったことからアニメは全然縁がなかったという。

### デビュー後
声優デビュー作は、1980年にオーディションで抜擢された『タイムパトロール隊オタスケマン』の三日月ナナ役。同作で、三悪の声優である八奈見乗児、たてかべ和也、小原乃梨子から様々な指導を受けたという。その後、スケジュール調整の問題や「島津に演じてほしい」というようなオファーを受けることが多くなったことで、活動を声優業に絞った。
1982年からは田中真弓と共に、ラジオ番組『アニメトピア』の2代目パーソナリティを約1年半担当。番組は下ネタを多用するなど汚れ系に徹する田中と、主には清純派的な立場として語りつつも、時折田中に便乗する島津の掛け合いを演じた。
1989年5月22日、テレビ製作会社に勤める2つ年上の男性と、ある番組で一緒に仕事をしたのを契機に、1988年11月から半年で結婚。

### 現在まで
近年は、公認ファンクラブ主催によるトークショー「島津冴子 声物語」も開催している。

## 人物・特色
演じる役柄は、明るく元気な女の子が多い。一方で島津自身は「私の演技の根底には悲しみを湛える女性、悲劇のヒロイン的なものがある」と語り、『機動戦士Ζガンダム』のフォウ・ムラサメ役はその面での象徴的な役だという。
共演者など、周囲からは令嬢のような印象をもたれることが多かったという。そのため、後年に本人から経歴を聞いた古川登志夫は「あら、意外（笑）」と答えていた。
細身であるが、叫ぶ芝居もこなすため平野文は「どこからそんな声が出るのか」と感心したという。なお、このことに関しては田中真弓から「のどち●こに力こぶ」と評されたことがある。
趣味は琴。

## エピソード
業界に入った時にはまだ高校生だったため、初めての時は怖くて「お母さんと事務所に行った」と1990年代のラジオ番組で語っていた。
取材などで「気に入ってる役」という質問を受ける際は、「役に入り込んじゃうタイプなので、選ばれなかった子のことを考えると辛くなる」という考えから答えないようにしている。なお、「印象に残っている役」は『さすがの猿飛』の霧賀魔子だという。

### 出演作に関して
『オタスケマン』のレギュラーにしていた頃、自身が声優を務めるナナについて「声が変だ」と近所の子供たちが話しているのを聞いて、自分の声に自信が持てない時代があったという。この経験から声優は声よりも演技が重要だと考えるようになったという。
『うる星やつら』の三宅しのぶ役はオーディションで抜擢された。作中でしのぶが発する「男なんてええ！」の台詞は、高校時代に読んだ歌舞伎の本に書かれていた目の表現などが無意識に活かされたといい、役に関しては、普段の可愛いイメージと「男なんてええ！」のような台詞とのギャップの面白さを声で表現することを意識して演じたという。好きなエピソードには、OVA第1作『夢の仕掛人 因幡くん登場! ラムの未来はどうなるっちゃ!?』を挙げている。
布川ゆうじは『うる星やつら』での島津を「凄い声優が出てきた」と評している。『魔法の天使クリィミーマミ』の綾瀬めぐみについては島津に当て書きしたキャラクターだといい、指名で役を貰った。島津は作中のめぐみが視聴者から主人公のマミを虐める役に見える事を気にしており、脚本担当の伊藤和典は島津の声を受けてめぐみの設定を変更したという。
『機動戦士Ζガンダム』ではフォウ・ムラサメ役を演じていたが、オーディションなしで同役に抜擢されたという。『重戦機エルガイム』のオルドナ・ポセイダル役を演じていたことから、その延長線で来たかもしれないと語る。劇中でのフォウは悲劇的だったこともあり、島津はよくある人物から「悲劇的な役が多い」と言われてしまった。しかし、島津自身は悲劇性を持ったキャラクターは人間的だったことからそういう役は好きだったという。
京成3700形電車・北総開発鉄道7300形電車の乗車促進アナウンスを担当している。

### 『Ζガンダム』での声優変更
前述の通り、島津は1985年から1986年にかけて放送されたテレビアニメ『機動戦士Ζガンダム』にフォウ・ムラサメ役で出演していた。同作は2005年に『機動戦士Ζガンダム A New Translation』として劇場アニメ化されたが、劇場アニメ化にあたりテレビ版から20名以上に上る大幅な声優の変更が行われ、その中で島津もフォウ役から外れた（劇場版ではゆかながフォウ役を引き継いだ）。
この件について島津の公認ファンサイトにて島津の手記が公開され「総監督、音響監督両名の許可を取っての公開」と前置きした上で、音響監督の藤野貞義が島津と連絡がとれなかったためにオーディションを受けられなかったことなど、経緯の説明がなされた。総監督の富野由悠季も「フォウは冴子にしかできない」「あらかじめ残すオリジナルキャストが決まっていて、その中にフォウも入っていた」ものの、既に声優業を引退しているという誤解からキャスト変更に至ったという。
ただし、その一方で「『Ζ』を新訳にするにあたり、復刻映画にするつもりは全くなく、主人公カミーユ・ビダン役の飛田展男でさえオーディションで改めて選び直した」「当初はアムロやシャアも含めたキャスティングの総入れ替えも検討していた」「ファースト以来のキャラクターとのバランスを考え懐かし映画にしないためフォウやサラには若い声が必要だった」とする、島津の手記とは異なる内容の説明が富野自身から語られている。

## 出演
太字はメインキャラクター。

### テレビアニメ
1980年
- 宇宙戦士バルディオス（1980年 - 1981年、エミリー）
- タイムパトロール隊オタスケマン（1980年 - 1981年、ナナ）
- 鉄腕アトム (アニメ第2作)（ミドリ）

1981年
- うる星やつら（1981年 - 1986年、三宅しのぶ）
- 黄金戦士ゴールドライタン（1981年 - 1982年、高倉エミー、アイシーライタン）
- Dr.スランプ アラレちゃん（1981年 - 1985年、ヒヨコ）
- とんでも戦士ムテキング（清美）

1982年
- 逆転イッパツマン（オタスケマン2号）
- さすがの猿飛（1982年 - 1984年、霧賀魔子）
- 新・ど根性ガエル
- 戦闘メカ ザブングル（1982年 - 1983年、ラグ・ウラロ）
- 手塚治虫のドン・ドラキュラ（チョコラ）
- まいっちんぐマチコ先生（星野めぐみ、リリィ杉下）
- 魔法のプリンセス ミンキーモモ（メリジェーン、チムル、ティア）

1983年
- スペースコブラ
- 聖戦士ダンバイン（ラナ・パーキンスン）
- 魔法の天使クリィミーマミ（1983年 - 1984年、綾瀬めぐみ）

1984年
- 重戦機エルガイム（ミヤマ・リーリン、オルドナ・ポセイダル）
- 大自然の魔獣バギ（バギ）
- 魔法の妖精ペルシャ（御友小夜、サチコ）
- ルパン三世 PARTIII（ジェニー）

1985年
- 機動戦士Ζガンダム（フォウ・ムラサメ）
- 星銃士ビスマルク（アニー）
- ダーティペア（ユリ）
- 超獣機神ダンクーガ（ルーナ・ロッサ）
- 炎のアルペンローゼ（マチルダ）

1986年
- 宇宙船サジタリウス（ヘンセレム）
- 機動戦士ガンダムΖΖ（マサイ・ンガバ、フォウ・ムラサメ）
- 青春アニメ全集「あすなろ物語」（冴子）
- 忍者戦士飛影（カレン）
- ハイスクール!奇面組（一沢賀節子、ナンシー・トルネアータ）
- めぞん一刻（黒木小夜子）

1987年
- 機甲戦記ドラグナー（1987年 - 1988年、リー・スー・ミン）
- シティーハンター（大原緑）
- ついでにとんちんかん（1987年 - 1988年、アンディ）
- 陽あたり良好!（榎本京子）

1988年
- ドクター秩父山（所沢サユリ）
- ミスター味っ子（1988年 - 1989年、章吉）

1989年
- らんま1/2・らんま1/2 熱闘編（九能小太刀）

1990年
- アイドル天使ようこそようこ（吉秋久美子）
- それいけ!アンパンマン（ラビ）
- 笑ゥせぇるすまん（虫味蝶子、キス占い師、妊婦）

1991年
- 美味しんぼ（二木まり子、まことの母親）
- 楽しいムーミン一家（ラグーナ）

1992年
- 花の魔法使いマリーベル（ルーシー）

1993年
- クッキングパパ（冴子）

1994年
- 魔法騎士レイアース（ナレーション）

1995年
- 神秘の世界エルハザード（ミーズ・ミシュタル）
- スレイヤーズ（レミー）
- 爆れつハンター（イイワ）

1997年
- 吸血姫美夕（神魔・琥滌〈女〉）
- MAZE☆爆熱時空（メデューサ）

1998年
- 異次元の世界エルハザード（ミーズ・ミシュタル）
- センチメンタルジャーニー（オープニングナレーション、日本舞踊の先生）
- 万能文化猫娘（夏目晶子）
- 名探偵コナン（1998年 - 2003年、尾崎翠、雨城瑠璃）

1999年
- 週刊ストーリーランド（1999年 - 2001年、マネージャー、山岸栄子、女医）
- ドラえもん（1979年版）（女王アリ）

2004年
- 犬夜叉（阿毘姫）

### 劇場アニメ
1981年
- タイムパトロール隊オタスケマン（ナナ）

1982年
- テクノポリス21C（スキャニー）

1983年
- うる星やつら オンリー・ユー（三宅しのぶ）
- ザブングル グラフィティ（ラグ）

1984年
- うる星やつら2 ビューティフル・ドリーマー（三宅しのぶ）

1985年
- うる星やつら3 リメンバー・マイ・ラブ（三宅しのぶ）
- ケンタウロスの伝説（あかね）
- ルパン三世 バビロンの黄金伝説（ラザーニア）

1986年
- うる星やつら4 ラム・ザ・フォーエバー（三宅しのぶ）

1987年
- ダーティペア（ユリ）

1988年
- うる星やつら 完結篇（三宅しのぶ）

1991年
- うる星やつら いつだってマイ・ダーリン（三宅しのぶ）
- らんま1/2 中国寝崑崙大決戦! 掟やぶりの激闘篇!!（小太刀）

1997年
- クレヨンしんちゃん 暗黒タマタマ大追跡（チーママ・マホ）

2004年
- 名探偵コナン 銀翼の奇術師（田島天子）

### OVA
1984年
- 魔法の天使クリィミーマミ 永遠のワンスモア（綾瀬めぐみ）

1985年
- うる星やつら 了子の9月のお茶会（三宅しのぶ）
- きまぐれオレンジ☆ロード（鮎川まどか）
- ダーティペアの大勝負 ノーランディアの謎（ユリ）
- 魔法の天使クリィミーマミ ロング・グッドバイ（綾瀬めぐみ）
- るんは風の中（るん）

1986年
- 超獣機神ダンクーガ 失われた者たちへの鎮魂歌（ルーナ・ロッサ）
- ペリカンロード クラブ・カルーチャ（西尚子）

1987年
- うる星やつら 夢の仕掛人 因幡くん登場! ラムの未来はどうなるっちゃ!?（三宅しのぶ）
- 重戦機エルガイム（オルドナ・ポセイダル）
- デジタル・デビル物語 女神転生（白鷺弓子）

1988年
- 宇宙の戦士（クレア伍長）
- うる星やつら 怒れシャーベット（三宅しのぶ）
- うる星やつら 渚のフィアンセ（三宅しのぶ）
- レイナ剣狼伝説II（マイラ）

1989年
- うる星やつら 月に吠える （三宅しのぶ）
- うる星やつら ヤギさんとチーズ（三宅しのぶ）
- うる星やつら ハートをつかめ（三宅しのぶ）

1990年
- アーシアンII EARTHIAN II（あや）
- A-Ko The VS/GRAY SIDE（チチ・ライザ）
- A-Ko The VS/BLUE SIDE（チチ・ライザ）
- CBキャラ 永井豪ワールド（1990年 - 1991年、あしゅら男爵〈女〉）
- スケバン刑事（海槌詠巳）
- ダーティペア 謀略の005便（ユリ）

1991年
- IZUMO（サナエ）
- 孔雀王3 櫻花豊穣（二宮冴子）

1992年
- 万能文化猫娘（夏目晶子）

1993年
- らんま1/2 天道家 すくらんぶるクリスマス（九能小太刀）

1995年
- 神秘の世界エルハザード（ミーズ・ミシュタル）
- らんま1/2 SUPER ああ呪いの破恋洞! 我が愛は永遠に（九能小太刀）

1997年
- 神秘の世界エルハザード2（ミーズ・ミシュタル）

1998年
- 万能文化猫娘DASH（夏目晶子）

2003年
- サクラ大戦 エコール・ド・巴里（グリシーヌ・ブルーメール）

2004年
- サクラ大戦 ル・ヌーヴォー・巴里（グリシーヌ・ブルーメール）

2010年
- うる星やつら ザ・障害物水泳大会（三宅しのぶ）
- らんま1/2 悪夢!春眠香（九能小太刀）

### ゲーム
1990年
- うる星やつら STAY WITH YOU（三宅しのぶ）
- ヴァリスIII（ヴァルナ）※PCエンジン版
- 迷宮のエルフィーネ（エアリアル ）

1991年
- らんま1/2 とらわれの花嫁（九能小太刀）

1992年
- 改造町人シュビビンマン3 -異界のプリンセス-（クレハ姫）
- ライズ・オブ・ザ・ドラゴン（アニス・ルマノフ）
- らんま1/2 打倒、元祖無差別格闘流!（九能小太刀）
- らんま1/2 町内激闘篇（九能小太刀）

1993年
- アネット再び（偽王女）
- ヴェインドリーム（ソーン）※FM TOWNS版
- ラングリッサー 〜光輝の末裔〜（ナーム）

1994年
- うる星やつら 〜ディア マイ フレンズ〜（三宅しのぶ）
- カイザーナックル（梨花）
- らんま1/2 超技乱舞篇（九能小太刀）

1997年
- あすか120%エクセレント BURNING Fest.（扇ヶ谷鉄子）
- あすか120%リミテッド BURNING Fest.（扇ヶ谷鉄子）
- スーパーロボット大戦F / F完結編（フォウ・ムラサメ、オルドナ・ポセイダル）

1998年
- SDガンダム GGENERATION（1998年 - 2006年、フォウ・ムラサメ、ルーナ・アルモニア） - 7作品
- 季節を抱きしめて（綺麗なお姉さん）

2000年
- 機動戦士ガンダム ギレンの野望 ジオンの系譜（フォウ・ムラサメ）
- スーパーロボット大戦α / α for Dreamcast（2000年 - 2001年、フォウ・ムラサメ） - 2作品
- 霊刻 -池田貴族心霊研究所-（電話の女性）

2001年
- サクラ大戦3 〜巴里は燃えているか〜（グリシーヌ・ブルーメール）
- スーパーロボット大戦α外伝（ラグ・ウラロ）

2002年
- 機動戦士ガンダム ギレンの野望 ジオン独立戦争記（フォウ・ムラサメ）
- サクラ大戦4 〜恋せよ乙女〜（グリシーヌ・ブルーメール）
- テイルズ オブ デスティニー2（フォルトゥナ）

2003年
- SUNRISE WORLD WAR Fromサンライズ英雄譚（ミン、フォウ、ポセイダル、ラグ）
- 第2次スーパーロボット大戦α（フォウ・ムラサメ）

2004年
- サクラ大戦物語 〜ミステリアス巴里〜（グリシーヌ・ブルーメール）
- スーパーロボット大戦MX（リー・スー・ミン）
- スーパーロボット大戦GC（フォウ・ムラサメ、オルドナ・ポセイダル、リー・スー・ミン）

2005年
- 第3次スーパーロボット大戦α 終焉の銀河へ（フォウ・ムラサメ）

2006年
- Another Century's Episode 2（リー・スー・ミン）

2008年
- スーパーロボット大戦A PORTABLE（リー・スー・ミン）
- スーパーロボット大戦Z（ラグ・ウラロ）
- ドラマチックダンジョン サクラ大戦 〜君あるがため〜（グリシーヌ・ブルーメール）

2011年
- 第2次スーパーロボット大戦Z 破界篇 / 再世篇（2011年 - 2012年、ラグ・ウラロ） - 2作品

2013年
- スーパーロボット大戦UX（カレン）

2014年
- リング☆ドリーム（ラスカル・アトミコ）

2022年
- アリス・ギア・アイギス（ユリ）

### ドラマCD
- CDブック花より男子（1993年、藤堂靜）
- アーシアン オーディオ・ドラマシリーズ（1994年、あや）
- 創竜伝（1996年、レディL / パトリシア・セシル・ランズデール）
- サクラ大戦 シャンゼリゼの怪人?!（2002年、グリシーヌ・ブルーメール）
- サクラ大戦 疾走!チームシャノワール（2005年、グリシーヌ・ブルーメール）

### 吹き替え
- ゲッティング・イーブン（テレサ〈グレン・ヘドリー〉）
- ファミリータイズ（ジェーン）※シーズン3
- ジャッキー・チェンの醒拳（ショウリン[43]）※劇場公開版

### ラジオ
- アニメトピア
- おはなしの旅（NHK）

### ラジオドラマ
- ふたりの部屋 『気分はだぼだぼソース』日本の異様な結婚式について（1982年）
- 青春アドベンチャー 二分割幽霊綺譚（1985年、砂姫 「さき」）

### 舞台
- サクラ大戦歌謡ショウ「巴里花組特別ミニライブショウ（2001年8月13日・東京厚生年金会館）」（グリシーヌ・ブルーメール）
- サクラ大戦ディナーショー （グリシーヌ・ブルーメール）
- サクラ大戦武道館ライブ〜帝都・巴里・紐育〜 (2007年5月13日・日本武道館) [グリシーヌ・ブルーメール]
- サクラ大戦巴里花組ライブ2009〜燃え上がれ自由の翼〜 (2009年12月26日 - 27日・青山劇場) [グリシーヌ・ブルーメール]
- サクラ大戦巴里花組&紐育星組ライブ2010〜可憐な花々 煌く星々〜 (2010年12月10日 - 12日・青山劇場) [グリシーヌ・ブルーメール]
- サクラ大戦武道館ライブ２〜帝都・巴里・紐育〜 (2011年10月7日・日本武道館) [グリシーヌ・ブルーメール]
- サクラ大戦巴里花組ライブ2012〜レビュウ・モン・パリ〜 (2012年12月26日 - 29日・青山劇場) [グリシーヌ・ブルーメール]
- サクラ大戦巴里花組ショウ2014〜ケセラセラ・パリ〜 (2014年2月13日 - 16日・天王洲 銀河劇場) [グリシーヌ・ブルーメール]

### テレビドラマ
- 三男三女婿一匹 第2シリーズ（1978年） - 看護婦
- 大空港 第42話「ロサンゼルス密輸ルート 一人旅の少年」（1979年）
- 風神の門（1980年） - 宿屋の客
- 不思議少女ナイルなトトメス（1991年） - ワルサの恋人の声

### バラエティ
- 平成教育委員会（ナレーション〈初代〉）

番組の企画CDで「解説するからには全て理解します。が、OAの時には全て忘れています」とカミングアウトした。
- ダウトをさがせ!（ナレーション、ダウトビッチ・ギーモンの声）
- タモリの音楽は世界だ（ナレーション）
- ゲームカタログII（ナレーション）（1996年4月-1998年3月、テレビ朝日）
- たけしの誰でもピカソ（ナレーション）
- お願い!ランキングGOLD アニメの裏側ぶっちゃけSP（2012年1月21日、テレビ朝日）
- 世界まるごとHOWマッチ（声の出演）

### その他コンテンツ
- ソースネクスト 特打シリーズ（シンディ）
- のびのびノンちゃん（うりちゃん）
- Tape LOGiN（ログイン別冊、ナレーション）
- 田中公平 作家生活30周年記念コンサート（2009年11月1日・東京厚生年金会館）

### 島津冴子ファンクラブ Blue Moon 主催
- 冴子・淑乃(鷹森淑乃)・章央(陶山章央)の『トークショウ 〜巴里の楽屋で〜』（コートヤード・マリオット銀座東武ホテル）2011年
- 冴子・淑乃・章央の『トークショウ 〜巴里の楽屋で 2〜』（ゲスト：岡本麻弥）（コートヤード・マリオット銀座東武ホテル）2012年6月2日
- 冴子・淑乃・章央の『トークショウ 〜巴里の楽屋で 3〜』（コートヤード・マリオット銀座東武ホテル）2013年3月9日
- 冴子・淑乃・章央の『トークショウ 〜巴里の楽屋で 4〜』（コートヤード・マリオット銀座東武ホテル）2014年5月17日
- 冴子・淑乃・章央の『トークショウ 〜巴里の楽屋で 5〜』（ゲスト：田中真弓）「サクラ大戦」オリジナルショートドラマ「ブルーメール家の花婿」[協力：株式会社レッド・エンタテインメント]（コートヤード・マリオット銀座東武ホテル）2015年5月30日
- 喋って・歌って・踊って・演じる・トークショウ 巴里の楽屋 6（コートヤード・マリオット銀座東武ホテル）2016年5月7日
- 田中真弓＆島津冴子　トークショウ〜大宴会〜[ブッフェ(ビュッフェ)＆フリードリンク付]（コートヤード・マリオット銀座東武ホテル）2016年11月12日
- 「サクラ大戦」キャスト・トークショウ 巴里の楽屋 7[協力：株式会社セガ]（コートヤード・マリオット銀座東武ホテル）2017年5月20日
- 「サクラ大戦」キャスト・トークショウ 巴里の楽屋 8[協力：株式会社セガ]（コートヤード・マリオット銀座東武ホテル）2018年5月27日
- 「サクラ大戦」キャスト・トークショウ 巴里の楽屋 9[協力：株式会社セガ]（コートヤード・マリオット銀座東武ホテル）2019年7月13日
- 「サクラ大戦」キャスト・トークショウ 巴里の楽屋 10[協力：株式会社セガ]（コートヤード・マリオット銀座東武ホテル）2020年5月17日【新型コロナウイルス感染症の流行により2020年秋に延期】

## ディスコグラフィ
- スネークマンショー「死ぬのは嫌だ、恐い。戦争反対!」（1981年10月21日）
- さすがの猿飛[音楽編]LPレコード：曲 / フレンド、歌 / 霧賀魔子（島津冴子）（1983年）
- 名作アニメ総集編 魔法の天使クリィミーマミ（The Memory of Creamy Mami）：曲 / 「ラストキッスでGood Luck!」「渚のメモリー」「MA・WA・LE・MI・GI」、歌 / 綾瀬めぐみ（島津冴子）[アルバム中3曲を担当、MA・WA・LE・MI・GIはマミ（太田貴子）とめぐみのデュエット曲]（1986年12月21日）
- Velvet Moon（1993年6月21日）
- あすか120% BURNING Fest Special Plus（1996年8月25日）
- 御旗のもとに/花の巴里（2001年4月11日）
- サクラ大戦3 ヴォーカルコレクシオン 巴里歌謡全集（2001年5月30日）
- クリスマス巴里/天使の瞳（2005年12月7日）